# Papilionanthe
Papilionanthe este un gen de plante cu flori din familia orhideelor, Orchidaceae. Plantele din acest gen sunt originare din Asia de Sud-Est, sudul Chinei și subcontinentul Indian.

## Specii
1. Papilionanthe biswasiana (Ghose & Mukerjee) Garay - Yunnan, Myanmar, Thailanda
2. Papilionanthe greenii (W. W. Sm.) Garay - Bhutan
3. Papilionanthe hookeriana (Rchb.f.) Schltr.  - Thailanda, Vietnam, Malaezia, Borneo, Sumatra
4. Papilionanthe pedunculata (Kerr) Garay - Cambodgia, Vietnam
5. Papilionanthe sillemiana (Rchb.f.) Garay - Myanmar
6. Papilionanthe subulata (Willd.) Garay - India, Sri Lanka
7. Papilionanthe taiwaniana (S. S. Ying) Ormerod - Taiwan
8. Papilionanthe teres (Roxb.) Schltr.  - Yunnan, Bangladesh, Assam, Bhutan, India, Laos, Myanmar, Nepal, Thailanda, Vietnam; naturalizat în Fiji și Insulele Caroline
9. Papilionanthe tricuspidata (J. J. Sm.) Garay - Bali, Lombok, Timorul De Est
10. Papilionanthe uniflora (Lindl.) Garay - Himalaya, Nepal, Bhutan, Assam
11. Papilionanthe vandarum (Rchb.f.) Garay - Himalaya, Nepal, Bhutan, Assam, Myanmar, China

## Hibrizi
Papilionanthe Miss Joaquim este un hibrid de Papilionanthe teres și Papilionanthe hookeriana. Este floarea națională din Singapore.